# 巴蘭卡區 (達特姆德爾馬拉尼翁省)
巴蘭卡區（西班牙語：Distrito de Barranca），是秘魯的一個區，位於該國東北部洛雷託大區的達特姆德爾馬拉尼翁省，始建於1886年10月26日，面積6,888.18平方公里，海拔高度128米，2005年人口12,085，人口密度每平方公里1.8人。